# Pregasina
Pregasina ist eine Fraktion von Riva del Garda am Gardasee in der Autonomen Provinz Trient in Norditalien.

## Geografie

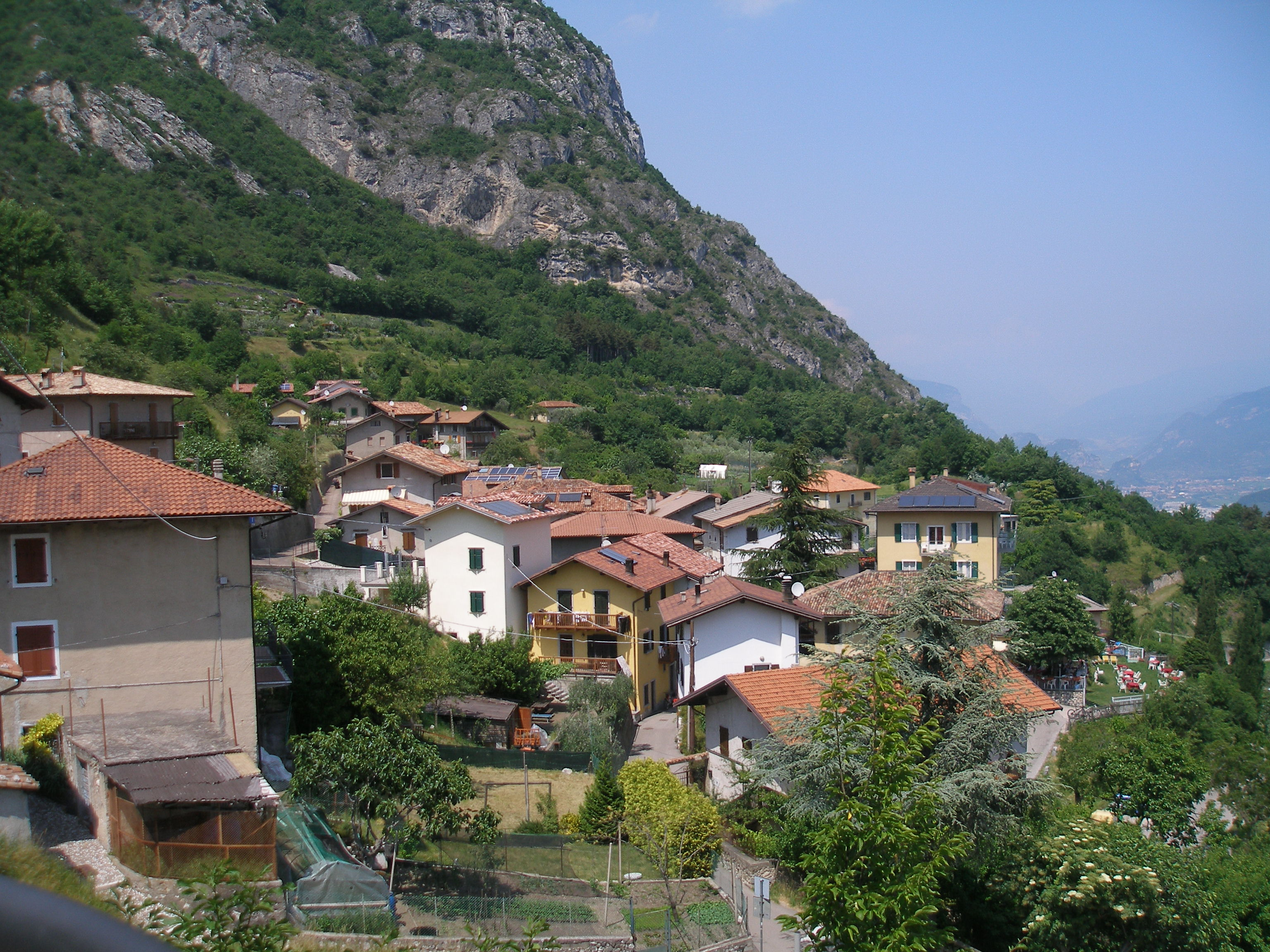
Pregasina

Der Ort liegt oberhalb des Gardasee-Westufers zwischen Riva del Garda und Limone sul Garda auf einer Höhe von 532 m s.l.m. Pregasina grenzt im Westen und Norden an die Gemeinde Ledro und im Osten in der Seemitte an Nago-Torbole und bildet somit eine Exklave von Riva del Garda. Die Gemeindegrenze im Süden zu Limone sul Garda bildet gleichzeitig die Grenze zwischen dem Trentino und der Provinz Brescia.

## Geschichte
Pregasina wurde zum ersten Mal 1424 urkundlich erwähnt. Die Gegend wurde aber bereits wahrscheinlich während der Völkerwanderung als Zufluchtsort genutzt und in der Folgezeit von Hirten im Sommer bewohnt, die hier ihre Tiere weideten. Teile des Namens sind langobardischen Ursprunges, „gasina“ bedeutet so viel wie schönes Panorama, während „pre“ auf die Weidefläche Bezug nimmt (vom italienischen prato = Wiese, Rasen). Die ersten dauerhaften Siedler waren Köhler und im Jahr 1633 wurde die dem Heiligen Georg geweihte Kirche erbaut.
Während des Risorgimento und dem Versuch italienischer Freischaren in Richtung Trient vorzustoßen, wurde der Ort 1848 sowie 1866 nach der Schlacht bei Bezzecca kurzzeitig von italienischen Truppen besetzt und nach damaligem Wortlaut durch Kaiserjäger wieder von den Insurgenten befreit. Gegen 1850 zählte die Gemeinde Pregasina (eingedeutscht Pregasen) 119 Einwohner und 41 Häuser.
Mit Ausbruch des Ersten Weltkrieges wurde die wehrfähige männliche Bevölkerung Anfang August 1914 eingezogen. Zurück blieben Frauen, Kinder und Alte. Mit der italienischen Kriegserklärung vom 23. Mai 1915 wurden auch diese von den österreichisch-ungarischen Behörden evakuiert, nachdem die Bevölkerung erst 12 Stunden zuvor, am Nachmittag des 22. Mai, von der bevorstehenden Evakuierung erfuhr. Mit dem erlaubten Gepäck von 10 bis 15 Kilogramm zog man am 23. Mai die Ponalestraße hinunter nach Riva und bestieg am Nachmittag den Zug nach Mori. In Pregasina verblieben nur der Pfarrer, der Bürgermeister und vier weitere Männer, die sich um das verbliebene Vieh kümmern sollten. In Mori musste man drei Tage warten, bis es mit einem anderen Zug in Richtung Innsbruck weiterging. Die meisten Einwohner Pregasinas verbrachten die Kriegsjahre in Böhmen und zwar in Protivín, Pilsen und Budweis. Zwölf von ihnen starben in der vom Krieg auferlegten Diaspora.
Im Juli 1915 tauchten die ersten italienischen Patrouillen im Ort auf. Aber erst am 17. Oktober des gleichen Jahres konnte der italienische Heeresbericht die Einnahme Pregasinas trotz heftigsten Artilleriebeschusses durch den Gegner auch mit Gasgranaten melden.
Die italienischen Truppen, insbesondere Alpini des Bataillons Vestone, in der Folgezeit abgelöst von mehreren Kompanien der Guardia di Finanza, besetzten auch die umliegenden Berge, wie den Nodice (859 m s.l.m.), der bereits von den k.u.k.-Truppen zwischen 1914 und 1915 befestigt worden war, und den Bergkamm zwischen Cima Bal (1260 m s.l.m.) und Cima Nara (1376 m s.l.m.), und bauten diese zum Teil festungsartig aus. Man errichtete auch zwei Seilbahnen, mit denen Baumaterial, das man aus den Häusern von Pregasina gewann, in die Stellungen transportiert wurde.
Während des Krieges wurde der Ort von der Artillerie beider Seiten beschossen und schwer in Mitleidenschaft gezogen. Als die Einwohner Pregasinas 1919 wieder in ihr Dorf zurückkehren konnten, fanden sie einen fast vollständig geplünderten und zerstörten Ort vor. Die Gemeindeverwaltung machte sich mit viel Mühe und unter stets klammer Gemeindekasse an die Arbeit, die Häuser wieder bewohnbar zu machen sowie die Infrastrukturen, wie die kommunale Wasserleitung und die Straßen und Wege, instand zu setzen. Auch mussten die zahlreichen auf dem Dorffriedhof bestatteten Gefallenen exhumiert und an anderer Stelle bestattet werden.
Mit dem Vertrag von Saint-Germain wurde Pregasina auch offiziell an das Königreich Italien angeschlossen, behielt aber das noch unter k.u.k.-Zeiten ausgearbeitete Gemeindestatut bei, das erst mit Inkrafttreten der italienischen Gemeindeordnung am 11. Januar 1923 in den neuen, nach 1918 zu Italien gelangten Provinzen aufgelöst wurde. Auch unter der italienischen Rechtsordnung änderte sich wenig an den finanziellen Schwierigkeiten der Gemeinde. Am 13. April 1924 trat der letzte Bürgermeister von Pregasina, Guido Toniatti, mitsamt dem Gemeinderat zurück, da man keinerlei finanzielle Unterstützung durch den italienischen Staat erhalten und auch der gewünschte Anschluss an eine andere Gemeinde kein Gehör gefunden hatte. Mit dem 23. Juli 1925 wurde Pregasina schließlich in die Gemeinde Biacesa eingemeindet und hörte damit auf, als eigenständige Gemeinde zu bestehen.
1929 wurde Pregasina an das Stromnetz und an die Wasserversorgung angeschlossen. 1955 erfolgte der Anschluss von Molina di Ledro, in das Biacesa 1928 eingemeindet worden war, an Riva del Garda.

## Verkehr
Bis 1956 war Pregasina nur über Wege und Saumpfade erreichbar, dann wurde eine Straße gebaut, die den Ort mit der Ponalestraße verband. Diese Straße zweigt bei den sogenannten „Le Zete“, einer Reihe von aufeinanderfolgenden Serpentinen an der 1851 eröffneten Ponalestraße, ab und wurde in drei Teilstücken errichtet.
Das erste Teilstück bis zur Brücke über den Ponale wurde noch vor dem Ersten Weltkrieg von österreichischen Genietruppen erbaut. Im Krieg sprengten die Italiener diese Holzbrücke und an ihrer Stelle errichtete man 1919–1920 eine Steinbrücke. Zur gleichen Zeit plante man auch, die Straße bis nach Pregasina fortzuführen. Aufgrund fehlender Gelder konnte die Straße aber nicht vollendet und 1922 nur ein weiteres Teilstück bis zur heute zweiten Kehre eröffnet werden. Der Bau der dritten und letzten Teilstrecke wurde 1952 in Angriff genommen und zwischen 1955 und 1956 fertiggestellt. Mit der Eröffnung der neuen Straßenverbindung vom Val di Ledro nach Riva 1989, die die alte Ponalestraße ersetzte, und dem anschließenden Bau des Anschlussstückes nach Pregasina mit einem 958 m langen Tunnel (Durchstich 1993), band man den Ort von Norden her mit der Provinzstraße SP 234 di Pregasina an die Strada Statale 240 di Loppio e Val di Ledro an. Damit verkürzte sich die Fahrzeit nach Riva del Garda wesentlich.
Die alte Straße wird seither als Wander- und Fahrradweg genutzt. Sie ist bei Mountainbike-Fahrern beliebt und ist zum Beispiel Teil einer klassischen Tour über den Tremalzopass oder zur südlich von Pregasina gelegenen Punta Larici.
Entlang des westlichen Gardaseeufers unterhalb des Ortes verläuft die in den 1930er Jahren eröffnete Gardesana Occidentale.

## Wirtschaft
Über Jahrhunderte sicherte vor allem eine auf Landwirtschaft basierende Subsistenzwirtschaft den Unterhalt der Einwohner Pregasinas. Angebaut wurden bzw. werden Kartoffeln, Getreide, Gerste, Obst und Wein. Aber auch der Viehzucht (Ziegen und Schafe, ab der Mitte des 19. Jahrhunderts auch Kühe) kam eine gewisse Bedeutung zu.
Daneben spielte traditionell die Herstellung von Holzkohle und das Brennen von Kalk eine gewisse Rolle, mit denen man auch Handel trieb. Einige Kalköfen sind noch heute in der Umgebung erhalten geblieben, ebenso wie mehrere Orts- und Flurnamen auf diese Tätigkeit hinweisen. Holzkohle, gewonnen aus Haselnussholz, wurde auch zur Herstellung von Schießpulver verwendet. So entstand Ende des 17. Jahrhunderts außerhalb von Pregasina eine kleine Produktionsstätte für die Herstellung von Schwarzpulver, in der ein Dutzend Leute beschäftigt waren. Die Produktion endete im 19. Jahrhundert nach einer Explosion, bei der 13 Leute ums Leben kommen.

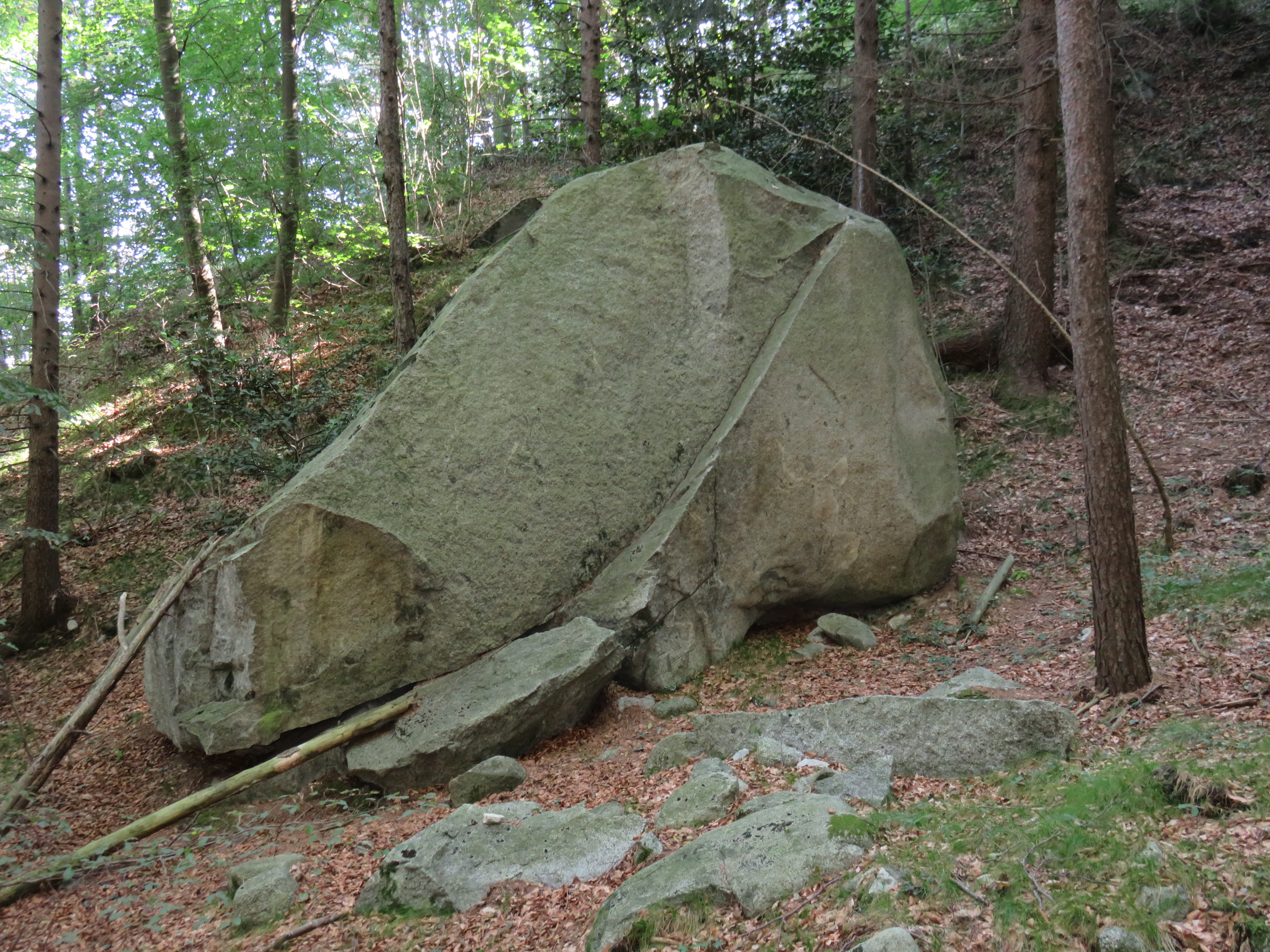
Granitfindling oberhalb Pregasina im Val Palaer

Die Bearbeitung der zahlreichen Granitblöcke, Findlinge des Etschgletschers, die man immer noch in der Umgebung findet, stellten eine zusätzliche Einkommensquelle dar. Der Handel mit Granit wurde über den Ponalehafen abgewickelt. In diesem arbeiteten bis zur Eröffnung der Ponalestraße 1851 einige Bewohner Pregasinas als Träger und transportierten von dort aus Waren in das Ledrotal.
Mit dem Anschluss der Lombardei 1859 an das Königreich Sardinien und der anschließenden Bildung des Königreichs Italien 1861 wurde Pregasina Grenzort, dementsprechend spielte auch der Schmuggel bis zum Ersten Weltkrieg eine gewisse Rolle im Ort. Trotz einer österreichischen Zollstation im Ort wurde vor allem Zucker, Tabak und Salz über abenteuerliche Wege hinunter zum Ufer des Gardasees und ins italienische Limone geschmuggelt, während in umgekehrter Richtung Stoffe und Liköre, insbesondere Fernet-Branca, mühsam hinaufgetragen und dann weiterverkauft wurden.
Zwischen dem 19. und 20. Jahrhundert wurde in kleinem Umfang auch die Seidenraupenzucht in Pregasina betrieben und die Kokons nach Riva verkauft. Nach dem Zweiten Weltkrieg wurde eine Schmiede zur Herstellung handgeschmiedeter Schuhnägel im Ort eröffnet. Ein Handwerk, das traditionell seit Jahrhunderten im Ledrotal ausgeübt und einige Jahre in Pregasina betrieben wurde, bis Gummisohlen die Schuhnägel überflüssig machten. Seit den 1960er Jahren spielt der Tourismus eine zunehmende Rolle in Pregasina.

## Sehenswürdigkeiten

### Kirche San Giorgio

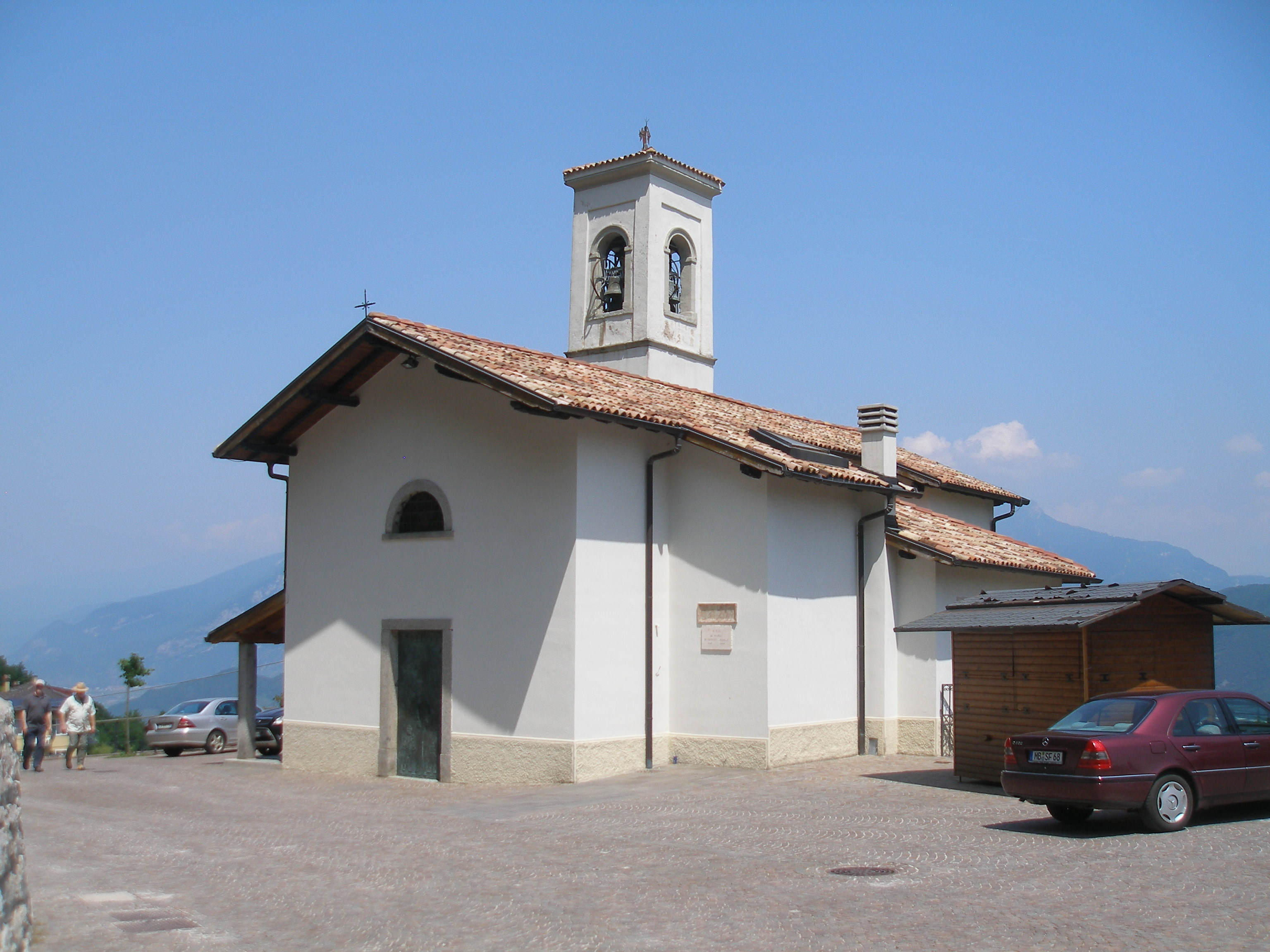
Kirche San Giorgio

Die dem Heiligen Georg geweihte Kirche wurde 1694 oberhalb des Ortskerns auf einer kleinen Terrasse erbaut und 1821 zum ersten Mal erweitert. Der für den barocken Hauptaltar benötigte Marmor wurde vom Ponalehafen heraufgetragen. 1960 wurde die Kirche nochmals erweitert. Das bronzene Hauptportal stammt aus dem Jahr 1969 und zeigt ein Relief des Heiligen Georg sowie die Wappen von Papst Paul VI. und dem Trentiner Erzbischof Alessandro Maria Gottardi. Dieses Tor wird nur zu besonderen Anlässen geöffnet. Die Kirche besitzt einen asymmetrischen Grundriss mit einer kleinen Taufkapelle auf der rechten Seite. Am Glockenturm mit seinen vier Glocken befindet sich an der Nordseite eine große weithin sichtbare Turmuhr. Direkt unter der Kirche liegt der Dorffriedhof von Pregasina, der einst direkt an das Kirchengebäude angrenzte und 1935 verlegt wurde.

### Statue Regina Mundi

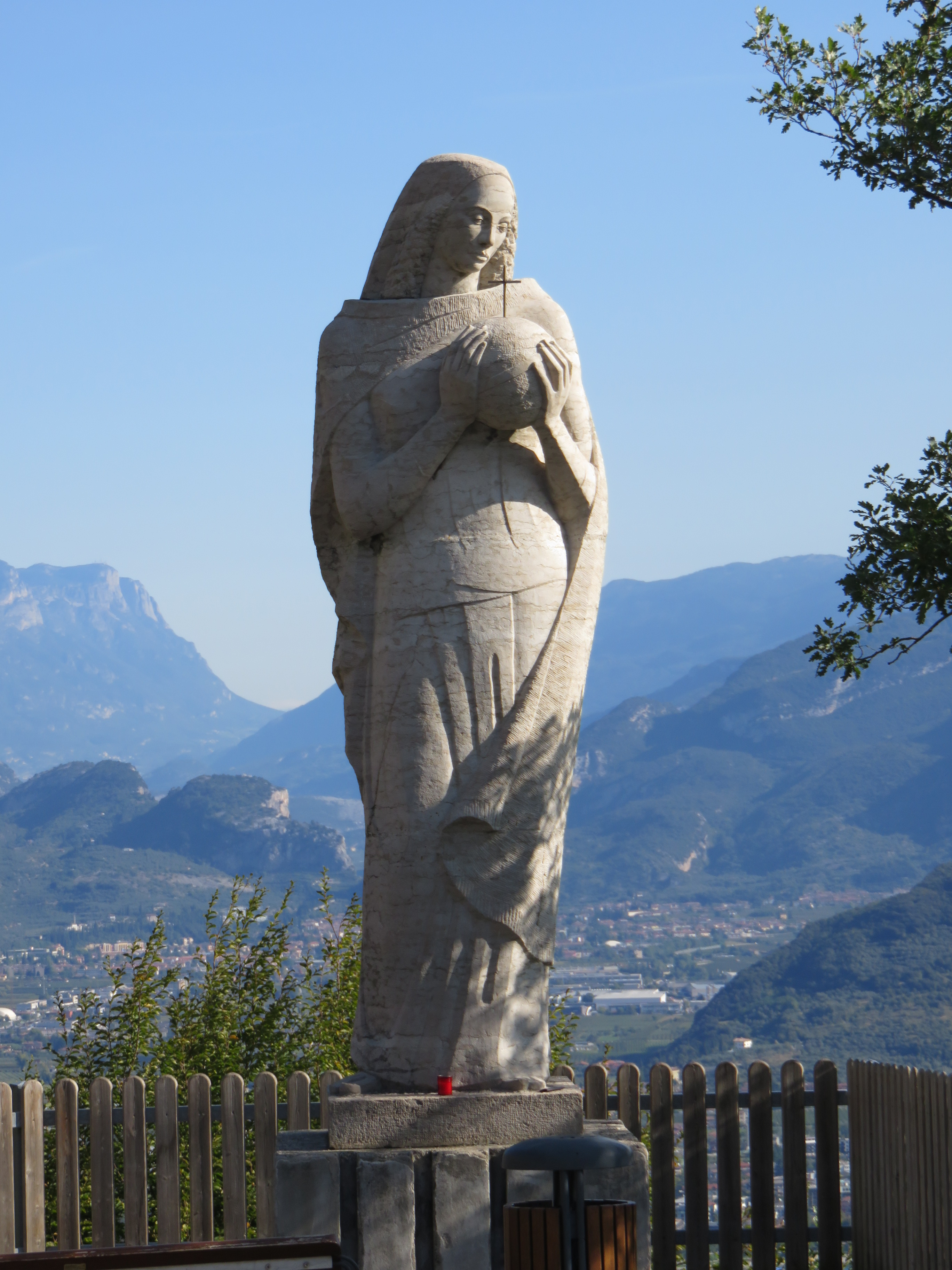
Statue Regina Mundi

Die Madonnenstatue „Regina Mundi“, die in der Nähe des ins Ledrotal führenden Straßentunnels steht, ist seit den 1970er Jahren ein Wahrzeichen des Ortes. Sie wurde bereits 1955 von Fra Silvio Bottes geschaffen, ein Mönch aus dem Kloster Delle Grazie in Arco, der auch das Hauptportal der Kirche in Pregasina fertigte. Ursprünglich sollte die 5 Meter hohe und 8 Tonnen schwere Statue, die aus vier Blöcken herausgearbeitet wurde, auf dem Dach des Ferienheims der Pfarre Locca im Valle di Concei aufgestellt werden. Aufgrund des Gewichtes musste man von dem Vorhaben allerdings absehen und stellte sie vor dem dortigen Pfarrhaus auf. Auf Betreiben der Bevölkerung Pregasinas wurde sie 1976 an ihren jetzigen Standort gebracht und 1977 geweiht.